# Encyclia pollardiana
Encyclia pollardiana är en orkidéart som först beskrevs av Carl Leslie Withner, och fick sitt nu gällande namn av Robert Louis Dressler och Glenn E. Pollard. Encyclia pollardiana ingår i släktet Encyclia och familjen orkidéer. Inga underarter finns listade i Catalogue of Life.